# Estació de Saint-Just-en-Chaussée
L'estació de Saint-Just-en-Chaussée és una estació ferroviària situada al municipi francès de Saint-Just-en-Chaussée (al departament de l'Oise).
És servida pels trens del TER Picardie. També hi ha un servei d'autobusos a Montdidier.
| Provinença | Estació anterior | Línia        | Estació següent     | Destinació |
| ---------- | ---------------- | ------------ | ------------------- | ---------- |
| Amiens     | Gannes           | TER Picardie | Saint-Rémy-en-l'Eau | Paris-Nord |